# Parafia Podwyższenia Świętego Krzyża w Moszczenicy
Parafia Podwyższenia Świętego Krzyża w Moszczenicy – parafia rzymskokatolicka znajdująca się w archidiecezji łódzkiej w dekanacie wolborskim.
Parafia erygowana w XV wieku przez abpa gnieźnieńskiego Mikołaja Trąbę (1411–1422).
Kościół parafialny pw. Podwyższenia Świętego Krzyża, wybudowany został w 1769 r. z fundacji referendarza koronnego i marszałka izby poselskiej Stanisława Małachowskiego, właściciela Moszczenicy. W latach 1900–1908 gruntownie odbudowany staraniem tutejszego proboszcza ks. Józefa Jędrychowskiego. W latach 1973–1975 świątynia została rozbudowana przez proboszcza ks. Mieczysława Paluszka.
Rozbudowany kościół został poświęcony 27 IX 1975 r. przez bpa Józefa Rozwadowskiego.
W 2005 roku zostały sprowadzone relikwie błogosławionego ks. Wincentego Matuszewskiego – proboszcza moszczenickiego w latach 1909–1918 (beatyfikowany wśród 108 męczenników z II wojny światowej 13 czerwca 1999 r. przez Jana Pawła II).

## Miejscowości należące do parafii
- Moszczenica
- Wola Moszczenicka
- Kosów
- Pomyków
- Gajkowice (część)

## Parafialne ruchy religijne
- Liturgiczna Służba Ołtarza
- Żywa Róża
- Legion Małych Dusz
- Straż Honorowa Najświętszego Serca Jezusowego
- Dzieło Misyjne Dzieci
- Schola dziecięco-młodzieżowa "Hosanna" (zał. 2013)
- Zespół młodzieżowy im. bł. ks. Wincentego Matuszewskiego (zał. 2015)
- Chór parafialny
- Asysta kościelna
- Zespół Charytatywny

## Proboszczowie moszczeniccy[1]
Kursywą wyróżniono proboszczów pochowanych na cmentarzu w Moszczenicy,

pogrubioną czcionką – urzędującego proboszcza.
| Lata              | Proboszcz                    |
| ----------------- | ---------------------------- |
| 1795              | † ks. Jan Zdanowski          |
| 1795-1801         | † o. Wawrzycki               |
| 1819-1826         | † ks. Tomasz Chroławski      |
| 1834              | † ks. Józef Sobolewski       |
| 1834-1836         | † ks. Stefan Niski           |
| 1836-1847         | † ks. Ludwik Paniewski       |
| 1847-1850         | † ks. Stefan Gabiński        |
| 1850-1852         | † ks. Stefan Bartoszko       |
| 1852-1854         | † ks. Wincenty Grodzicki     |
| 1854-1855         | † ks. Józef Staniszewski     |
| 1855-1862         | † ks. Marceli Janusiewicz    |
| 1862-1863         | † ks. Kajetan Iżycki         |
| 1863-1877         | † ks. Józef Kempski          |
| 1877-1883         | † ks. Tomasz Bartczak        |
| 1883-1887         | † ks. Rutkowski              |
| 1888-1889         | † ks. Franciszek Jüttner     |
| 1889-1894         | † ks. Antoni Dziaszkowski    |
| 1894-1900         | † ks. Jan Karwacki           |
| 1900-1909         | † ks. Józef Jędrychowski     |
| 1909-1918         | bł. ks. Wincenty Matuszewski |
| 1918-1926         | † ks. Stanisław Kieler       |
| 1926-1932         | † ks. Wincenty Harasimowicz  |
| 1932-1945         | † ks. kan. Jerzy Kiełduszys  |
| 1945-1960         | † ks. Stanisław Ciesielski   |
| 1960-1972         | † ks. kan. Józef Gawęda      |
| 1972-1983         | † ks. Mieczysław Paluszek    |
| 1983-1984         | † ks. Adam Bakura            |
| 1984-1988         | † ks. Antoni Hampel          |
| IX 1988 – XI 1988 | † ks. Mieczysław Wagner      |
| 1988-1999         | † ks. Feliks Mrowca          |
| 1999-2013         | ks. kan. Bogumił Bylinka     |
| 2013-             | ks. Władysław Paś            |